# AXP 1E 1048.1-5937
AXP 1E 1048.1-5937 är en neutronstjärna i norra delen av stjärnbilden Kölen. Stjärnan är en ovanlig röntgenpulsar(AXP) och var den första AXP som någonsin observerats för att avge ett SGR-liknande röntgenutbrott. Den är tillika den närmaste kända magnetaren och beräknas befinna sig på ett avstånd på ca 9 000 ljusår (ca 2 759 parsek) från solen.